# Dioscorea herbert-smithii
Dioscorea herbert-smithii är en enhjärtbladig växtart som beskrevs av Henry Hurd Rusby. Dioscorea herbert-smithii ingår i släktet Dioscorea och familjen Dioscoreaceae. Inga underarter finns listade i Catalogue of Life.